# 南岭村社区
南岭村社区，是中國廣東省深圳市龙岗区南湾街道下辖的一个社区，位于深圳市中部，面积4.12平方公里，距深圳市中心城区（福田区）约20公里。行政区划代码440307012015。2004年9月15日更改为社区。2007年，户籍人口約1200人，常住人口約5万，村民人均收入15万元人民币，被认为是深圳的富裕村，物业租赁是其重要经济来源。该村所处区域有许多港资、日资、台资等外来企业，是深圳市外来企业相对集中的地区之一。
南岭村在深圳的知名度颇高，中华人民共和国及中国共产党高层官员经常莅临该村，包括前中共中央总书记江泽民和胡锦涛，以及现任总书记习近平等。
南岭村南面有求水山公园旅游区，内辟有南岭村民俗博物馆；西面与深圳知名度较高的大芬油画村相邻；东南面是东深供水工程的深圳水庫。

## 图片

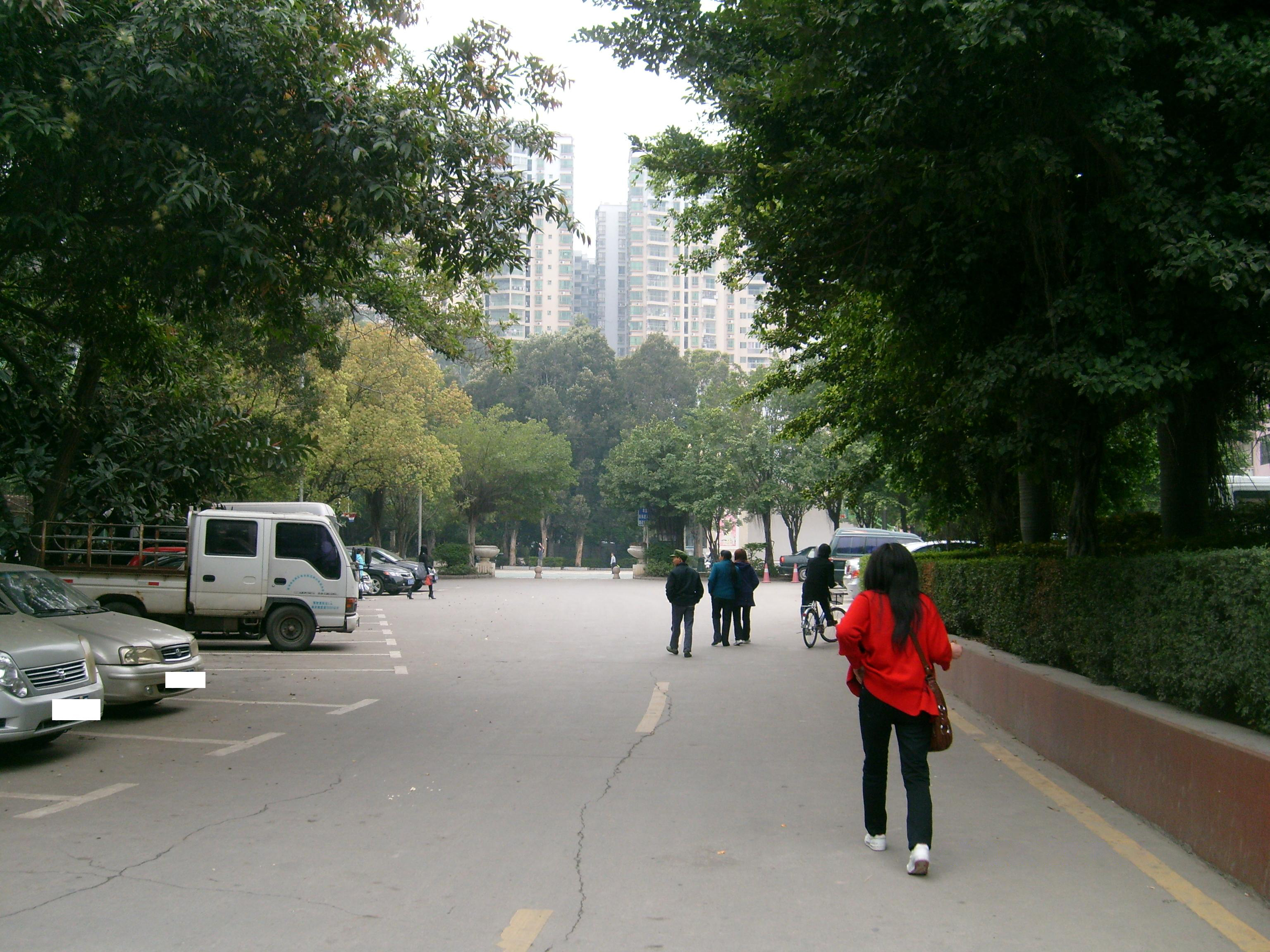
村道
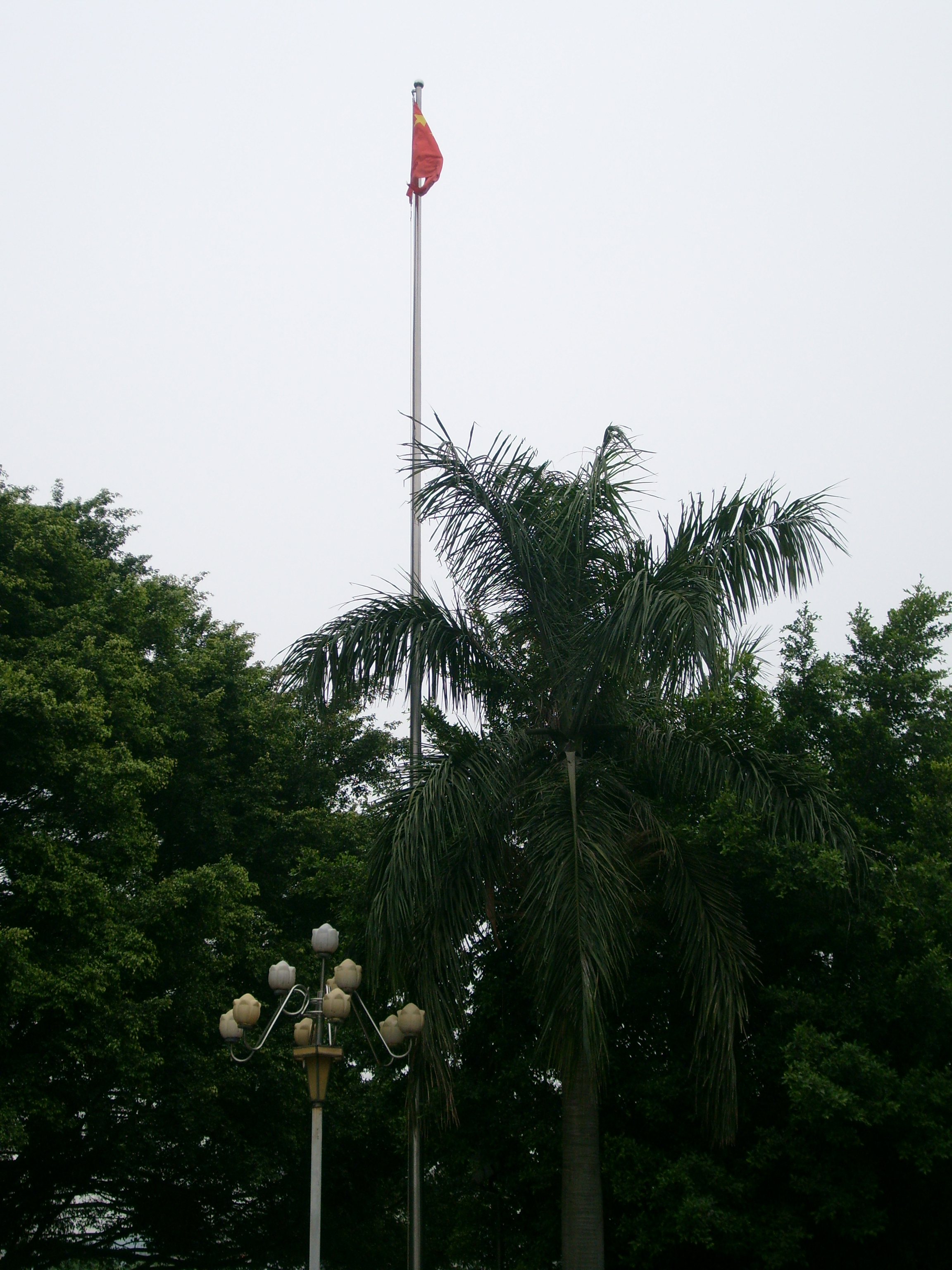
村务大楼前的中国国旗
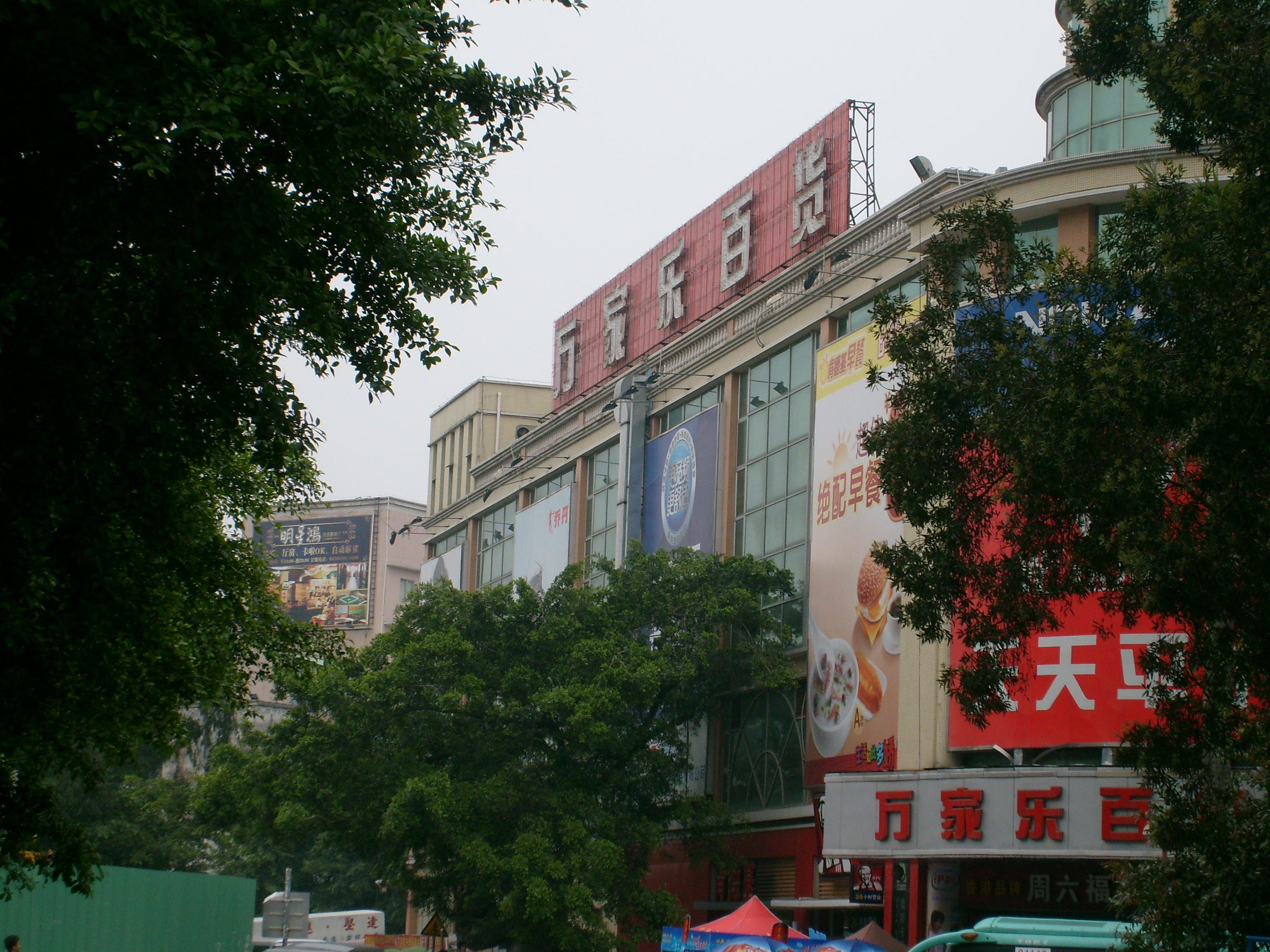
村内商业街
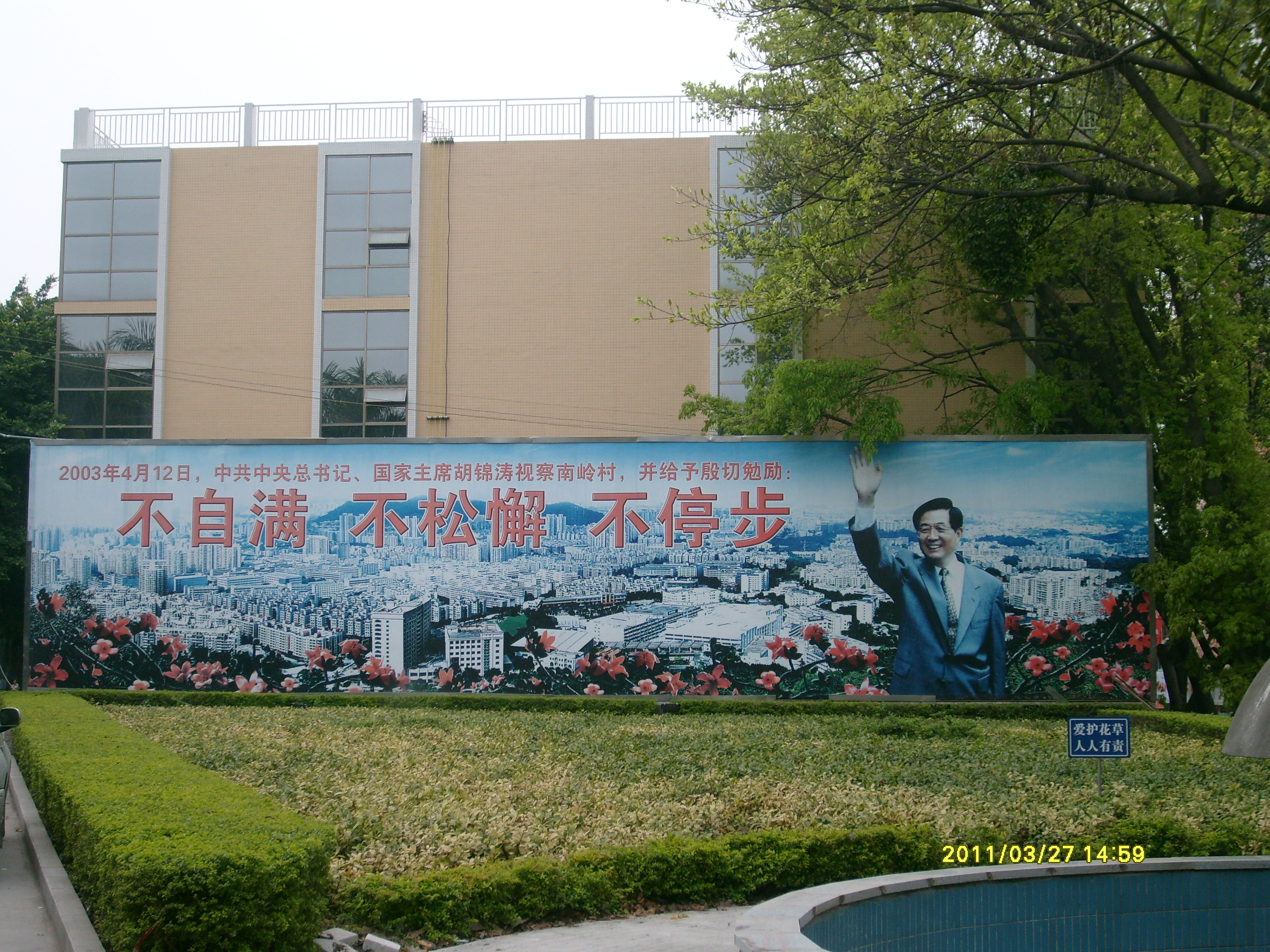
村口标语